# Ashanti (Sängerin)/Diskografie
Diese Diskografie ist eine Übersicht über die musikalischen Werke der US-amerikanischen R&B-Sängerin Ashanti. Den Schallplattenauszeichnungen zufolge hat sie bisher mehr als 17,1 Millionen Tonträger verkauft, davon alleine in ihrer Heimat über zehn Millionen. Ihre erfolgreichste Veröffentlichung ist das Debütalbum Ashanti mit über 3,7 Millionen verkauften Einheiten.

## Alben

### Studioalben
| Jahr | Titel Musiklabel                              | Höchstplatzierung, Gesamtwochen, AuszeichnungChartplatzierungen (Jahr, Titel, Musiklabel, Platzierungen, Wochen, Auszeichnungen, Anmerkungen) | Höchstplatzierung, Gesamtwochen, AuszeichnungChartplatzierungen (Jahr, Titel, Musiklabel, Platzierungen, Wochen, Auszeichnungen, Anmerkungen) | Höchstplatzierung, Gesamtwochen, AuszeichnungChartplatzierungen (Jahr, Titel, Musiklabel, Platzierungen, Wochen, Auszeichnungen, Anmerkungen) | Höchstplatzierung, Gesamtwochen, AuszeichnungChartplatzierungen (Jahr, Titel, Musiklabel, Platzierungen, Wochen, Auszeichnungen, Anmerkungen) | Höchstplatzierung, Gesamtwochen, AuszeichnungChartplatzierungen (Jahr, Titel, Musiklabel, Platzierungen, Wochen, Auszeichnungen, Anmerkungen) | Anmerkungen                                                  |
| Jahr | Titel Musiklabel                              | DE | AT | CH | UK | US | Anmerkungen                                                  |
| ---- | --------------------------------------------- | --- | --- | --- | --- | --- | ------------------------------------------------------------ |
| 2002 | Ashanti Murder Inc. Records                   | DE10 (21 Wo.)DE | AT36 (15 Wo.)AT | CH15 Gold · (29 Wo.)CH | UK3 Platin · (42 Wo.)UK | US1 ×3Dreifachplatin · (55 Wo.)US | Erstveröffentlichung: 2. April 2002 Verkäufe: + 3.755.000    |
| 2003 | Chapter II Murder Inc. Records                | DE12 (7 Wo.)DE | AT65 (5 Wo.)AT | CH9 (9 Wo.)CH | UK5 Gold · (12 Wo.)UK | US1 Platin · (30 Wo.)US | Erstveröffentlichung: 30. Juni 2003 Verkäufe: + 1.200.000    |
| 2004 | Concrete Rose The Inc. Records (UMG)          | DE36 (7 Wo.)DE | — | CH66 (9 Wo.)CH | UK25 Gold · (11 Wo.)UK | US7 Platin · (20 Wo.)US | Erstveröffentlichung: 7. Dezember 2004 Verkäufe: + 1.200.000 |
| 2008 | The Declaration The Inc. Records (UMG)        | — | — | — | — | US6 (17 Wo.)US | Erstveröffentlichung: 30. Mai 2008                           |
| 2014 | Braveheart Written Entertainment (EOne Music) | — | — | — | — | US10 (3 Wo.)US | Erstveröffentlichung: 4. März 2014                           |

### Remixalben
| Jahr | Titel Musiklabel                               | Höchstplatzierung, Gesamtwochen, AuszeichnungChartplatzierungen (Jahr, Titel, Musiklabel, Platzierungen, Wochen, Auszeichnungen, Anmerkungen) | Höchstplatzierung, Gesamtwochen, AuszeichnungChartplatzierungen (Jahr, Titel, Musiklabel, Platzierungen, Wochen, Auszeichnungen, Anmerkungen) | Höchstplatzierung, Gesamtwochen, AuszeichnungChartplatzierungen (Jahr, Titel, Musiklabel, Platzierungen, Wochen, Auszeichnungen, Anmerkungen) | Höchstplatzierung, Gesamtwochen, AuszeichnungChartplatzierungen (Jahr, Titel, Musiklabel, Platzierungen, Wochen, Auszeichnungen, Anmerkungen) | Höchstplatzierung, Gesamtwochen, AuszeichnungChartplatzierungen (Jahr, Titel, Musiklabel, Platzierungen, Wochen, Auszeichnungen, Anmerkungen) | Anmerkungen                            |
| Jahr | Titel Musiklabel                               | DE | AT | CH | UK | US | Anmerkungen                            |
| ---- | ---------------------------------------------- | --- | --- | --- | --- | --- | -------------------------------------- |
| 2005 | Collectables by Ashanti The Inc. Records (UMG) | — | — | — | — | US59 (5 Wo.)US | Erstveröffentlichung: 6. Dezember 2005 |

### EPs
| Jahr | Titel Musiklabel                              | Höchstplatzierung, Gesamtwochen, AuszeichnungChartplatzierungen (Jahr, Titel, Musiklabel, Platzierungen, Wochen, Auszeichnungen, Anmerkungen) | Höchstplatzierung, Gesamtwochen, AuszeichnungChartplatzierungen (Jahr, Titel, Musiklabel, Platzierungen, Wochen, Auszeichnungen, Anmerkungen) | Höchstplatzierung, Gesamtwochen, AuszeichnungChartplatzierungen (Jahr, Titel, Musiklabel, Platzierungen, Wochen, Auszeichnungen, Anmerkungen) | Höchstplatzierung, Gesamtwochen, AuszeichnungChartplatzierungen (Jahr, Titel, Musiklabel, Platzierungen, Wochen, Auszeichnungen, Anmerkungen) | Höchstplatzierung, Gesamtwochen, AuszeichnungChartplatzierungen (Jahr, Titel, Musiklabel, Platzierungen, Wochen, Auszeichnungen, Anmerkungen) | Anmerkungen                        |
| Jahr | Titel Musiklabel                              | DE | AT | CH | UK | US | Anmerkungen                        |
| ---- | --------------------------------------------- | --- | --- | --- | --- | --- | ---------------------------------- |
| 2003 | 7 Series Sampler: Ashanti Murder Inc. Records | — | — | — | — | US142 (6 Wo.)US | Erstveröffentlichung: 23. Mai 2003 |

### Weihnachtsalben
| Jahr | Titel Musiklabel                           | Höchstplatzierung, Gesamtwochen, AuszeichnungChartplatzierungen (Jahr, Titel, Musiklabel, Platzierungen, Wochen, Auszeichnungen, Anmerkungen) | Höchstplatzierung, Gesamtwochen, AuszeichnungChartplatzierungen (Jahr, Titel, Musiklabel, Platzierungen, Wochen, Auszeichnungen, Anmerkungen) | Höchstplatzierung, Gesamtwochen, AuszeichnungChartplatzierungen (Jahr, Titel, Musiklabel, Platzierungen, Wochen, Auszeichnungen, Anmerkungen) | Höchstplatzierung, Gesamtwochen, AuszeichnungChartplatzierungen (Jahr, Titel, Musiklabel, Platzierungen, Wochen, Auszeichnungen, Anmerkungen) | Höchstplatzierung, Gesamtwochen, AuszeichnungChartplatzierungen (Jahr, Titel, Musiklabel, Platzierungen, Wochen, Auszeichnungen, Anmerkungen) | Anmerkungen                             |
| Jahr | Titel Musiklabel                           | DE | AT | CH | UK | US | Anmerkungen                             |
| ---- | ------------------------------------------ | --- | --- | --- | --- | --- | --------------------------------------- |
| 2003 | Ashanti’s Christmas The Inc. Records (UMG) | — | — | — | — | US160 (5 Wo.)US | Erstveröffentlichung: 24. November 2003 |

## Singles

### Als Leadmusikerin
| Jahr | Titel Album                           | Höchstplatzierung, Gesamtwochen, AuszeichnungChartplatzierungen (Jahr, Titel, Album, Platzierungen, Wochen, Auszeichnungen, Anmerkungen) | Höchstplatzierung, Gesamtwochen, AuszeichnungChartplatzierungen (Jahr, Titel, Album, Platzierungen, Wochen, Auszeichnungen, Anmerkungen) | Höchstplatzierung, Gesamtwochen, AuszeichnungChartplatzierungen (Jahr, Titel, Album, Platzierungen, Wochen, Auszeichnungen, Anmerkungen) | Höchstplatzierung, Gesamtwochen, AuszeichnungChartplatzierungen (Jahr, Titel, Album, Platzierungen, Wochen, Auszeichnungen, Anmerkungen) | Höchstplatzierung, Gesamtwochen, AuszeichnungChartplatzierungen (Jahr, Titel, Album, Platzierungen, Wochen, Auszeichnungen, Anmerkungen) | Anmerkungen                                                                                           |
| Jahr | Titel Album                           | DE | AT | CH | UK | US | Anmerkungen                                                                                           |
| ---- | ------------------------------------- | --- | --- | --- | --- | --- | --- |
| 2002 | Foolish Ashanti                       | DE26 (9 Wo.)DE | AT49 (8 Wo.)AT | CH15 (22 Wo.)CH | UK4 Platin · (15 Wo.)UK | US1 ×2Doppelplatin · (32 Wo.)US | Erstveröffentlichung: 29. Januar 2002 Verkäufe: + 2.730.000                                           |
| 2002 | Happy Ashanti                         | DE41 (8 Wo.)DE | — | CH24 (10 Wo.)CH | UK13 (11 Wo.)UK | US8 (23 Wo.)US | Erstveröffentlichung: 21. Mai 2002                                                                    |
| 2002 | Unfoolish Ashanti                     | DE91 (3 Wo.)DE | — | — | UK— SilberUK | — | Erstveröffentlichung: 16. Juni 2002; Verkäufe: + 215.000 Gastmusiker: The Notorious B.I.G. & P. Diddy |
| 2002 | Baby Ashanti                          | DE89 (3 Wo.)DE | — | — | — | US15 (22 Wo.)US | Erstveröffentlichung: 2. Dezember 2002                                                                |
| 2003 | Rock wit U (Awww Baby) Chapter II     | DE41 (7 Wo.)DE | — | CH33 (6 Wo.)CH | UK7 Gold · (10 Wo.)UK | US2 (21 Wo.)US | Erstveröffentlichung: 13. Mai 2003 Verkäufe: + 400.000                                                |
| 2003 | Rain on Me Chapter II                 | DE70 (2 Wo.)DE | — | CH85 (2 Wo.)CH | UK19 (4 Wo.)UK | US7 (20 Wo.)US | Erstveröffentlichung: 19. August 2003                                                                 |
| 2004 | Only U Concrete Rose                  | DE12 (11 Wo.)DE | AT30 (11 Wo.)AT | CH12 (16 Wo.)CH | UK2 Silber · (11 Wo.)UK | US13 Gold · (19 Wo.)US | Erstveröffentlichung: 14. Oktober 2004 Verkäufe: + 700.000                                            |
| 2005 | Don’t Let Them Concrete Rose          | — | — | — | UK38 (3 Wo.)UK | — | Erstveröffentlichung: 8. Mai 2005                                                                     |
| 2008 | The Way That I Love You Concrete Rose | — | — | — | — | US37 (18 Wo.)US | Erstveröffentlichung: 29. Januar 2008                                                                 |
| 2011 | The Woman You Love –                  | — | — | — | — | — | Erstveröffentlichung: 13. Dezember 2011 feat. R.Kelly                                                 |
| 2012 | That’s What We Do –                   | — | — | — | — | — | Erstveröffentlichung: 2. Oktober 2012 feat. R.Kelly                                                   |
| 2013 | Never Should Have Braveheart          | — | — | — | — | — | Erstveröffentlichung: 26. März 2013                                                                   |
| 2013 | I Got It Braveheart                   | — | — | — | — | — | Erstveröffentlichung: 26. November 2013 feat. Rick Ross                                               |
| 2014 | Early in the Morning Braveheart       | — | — | — | — | — | Erstveröffentlichung: 14. Oktober 2014 feat. French Montana                                           |
| 2017 | Say Less –                            | — | — | — | — | — | Erstveröffentlichung: 5. November 2017 feat. Ty Dolla Sign                                            |

### Als Gastmusikerin
| Jahr | Titel Album                                    | Höchstplatzierung, Gesamtwochen, AuszeichnungChartplatzierungen (Jahr, Titel, Album, Platzierungen, Wochen, Auszeichnungen, Anmerkungen) | Höchstplatzierung, Gesamtwochen, AuszeichnungChartplatzierungen (Jahr, Titel, Album, Platzierungen, Wochen, Auszeichnungen, Anmerkungen) | Höchstplatzierung, Gesamtwochen, AuszeichnungChartplatzierungen (Jahr, Titel, Album, Platzierungen, Wochen, Auszeichnungen, Anmerkungen) | Höchstplatzierung, Gesamtwochen, AuszeichnungChartplatzierungen (Jahr, Titel, Album, Platzierungen, Wochen, Auszeichnungen, Anmerkungen) | Höchstplatzierung, Gesamtwochen, AuszeichnungChartplatzierungen (Jahr, Titel, Album, Platzierungen, Wochen, Auszeichnungen, Anmerkungen) | Anmerkungen                                                                                    |
| Jahr | Titel Album                                    | DE | AT | CH | UK | US | Anmerkungen                                                                                    |
| --- | ---------------------------------------------- | --- | --- | --- | --- | --- | ---------------------------------------------------------------------------------------------- |
| 2002 | Always on Time Pain Is Love                    | DE22 (12 Wo.)DE | — | CH4 (25 Wo.)CH | UK6 ×2Doppelplatin · (14 Wo.)UK | US1 (27 Wo.)US | Erstveröffentlichung: 21. Januar 2002 Verkäufe: + 1.355.000; Ja Rule feat. Ashanti             |
| 2002 | What’s Luv? Jealous Ones Still Envy (J.O.S.E.) | DE10 (12 Wo.)DE | AT33 (14 Wo.)AT | CH2 (20 Wo.)CH | UK4 ×2Doppelplatin · (10 Wo.)UK | US2 (28 Wo.)US | Erstveröffentlichung: 6. Mai 2002 Verkäufe: + 1.340.000; Fat Joe feat. Ashanti                 |
| 2002 | Down 4 U Irv Gotti presents: The Inc.          | DE54 (5 Wo.)DE | — | CH43 (6 Wo.)CH | UK4 (15 Wo.)UK | US6 (20 Wo.)US | Erstveröffentlichung: 14. Mai 2002 Irv Gotti feat. Ja Rule, Ashanti, Vita & Charli Baltimore   |
| 2002 | Mesmerize The Last Temptation                  | DE71 (4 Wo.)DE | — | CH79 (4 Wo.)CH | UK12 Gold · (8 Wo.)UK | US2 (20 Wo.)US | Erstveröffentlichung: 16. Dezember 2002 Verkäufe: + 560.000; Ja Rule feat. Ashanti             |
| 2004 | Southside                                      | — | — | — | — | US24 Platin · (20 Wo.)US | Erstveröffentlichung: 5. Mai 2004 Verkäufe: + 1.000.000;Lloyd feat. Ashanti                    |
| 2004 | Wonderful Concrete Rose                        | DE20 (13 Wo.)DE | AT47 (8 Wo.)AT | CH12 (17 Wo.)CH | UK1 Silber · (10 Wo.)UK | US5 Gold · (20 Wo.)US | Erstveröffentlichung: 28. September 2004 Verkäufe: + 855.000; Ja Rule feat. R. Kelly & Ashanti |
| 2006 | Pac’s Life                                     | DE31 (5 Wo.)DE | — | — | UK21 (7 Wo.)UK | — | Erstveröffentlichung: 21. Dezember 2006 2Pac feat. T.I. & Ashanti                              |
| 2008 | Body on Me The Declaration                     | — | — | — | UK17 Silber · (9 Wo.)UK | US42 (15 Wo.)US | Erstveröffentlichung: 10. Juni 2008 Verkäufe: + 230.000; Nelly feat. Akon & Ashanti            |
| 2008 | Just Stand Up! –                               | — | AT73 (1 Wo.)AT | — | UK26 (3 Wo.)UK | US11 (4 Wo.)US | Erstveröffentlichung: 21. August 2008 Stand Up to Cancer                                       |
| 2009 | Want It, Need It Da REAList                    | — | — | — | — | US96 (1 Wo.)US | Erstveröffentlichung: 3. März 2009 Plies feat. Ashanti                                         |
| 2018 | Start This Shit Off Right Tha Carter V         | — | — | — | — | US76 (1 Wo.)US | Erstveröffentlichung: 28. September 2018 Lil Wayne feat. Ashanti & Mack Maine                  |
| 2020 | Fall Slowly Evolution                          | — | — | — | — | US— GoldUS | Erstveröffentlichung: 2. September 2020 Joyner Lucas feat. Ashanti                             |
| 2022 | Baby Close to Home                             | — | — | — | UK2 Platin · (24 Wo.)UK | — | Erstveröffentlichung: 11. März 2022 Verkäufe: + 600.000; Aitch feat. Ashanti                   |
| Folgende Lieder erschienen nicht als Single, wurden aber durch das Album zum Download und Streaming bereitgestellt und konnten somit eine Platzierung erlangen: |                                                | | | | | |                                                                                                |
| |                                                | | | | | |                                                                                                |
| 2020 | Nasty Blame It on Baby                         | — | — | — | — | US50 Gold · (2 Wo.)US | Charteinstieg: 2. Mai 2020 Verkäufe: + 500.000; DaBaby feat. Ashanti & Megan Thee Stallion     |

## Musikvideos
| Jahr | Titel                    | Regie               |
| ---- | ------------------------ | ------------------- |
| 2002 | Foolish                  | Irv Gotti           |
| 2002 | Happy                    | Irv Gotti           |
| 2002 | Baby                     | Irv Gotti, Nia Long |
| 2002 | Baby (Remix)             | Irv Gotti           |
| 2003 | Rock wit U (Awww Baby)   | Paul Hunter         |
| 2003 | Rain on Me               | Hype Williams       |
| 2003 | Rain on Me (Remix)       | Irv Gotti           |
| 2003 | Christmas Melody         | Juan Carlos         |
| 2004 | Breakup 2 Makeup (Remix) | Juan Carlos         |
| 2004 | Only U                   | Hype Williams       |
| 2005 | Don’t Let Them           | Irv Gotti, Ashanti  |
| 2005 | Still on It              | Fat Cats            |
| 2008 | The Way That I Love You  | Kevin Bray          |
| 2008 | Good Good                | Melina              |

## Sonderveröffentlichungen
| Jahr | Titel                         | Interpretation                                                | Album                           |
| ---- | ----------------------------- | ------------------------------------------------------------- | ------------------------------- |
| 2001 | POV City Anthem               | Caddillac Tah feat. Ashanti                                   | POV City Anthem (Album Sample)  |
| 2001 | Just Like a Thug              | Caddillac Tah feat. Ashanti                                   | POV City Anthem (Album Sample)  |
| 2001 | How We Roll                   | Big Pun feat. Ashanti                                         | Endangered Species              |
| 2001 | The INC.                      | Ja Rule feat. Ashanti, Caddillac Tah & Black Child            | Pain Is Love                    |
| 2002 | Down 4 U                      | Irv Gotti feat. Ashanti, Ja Rule, Charli Baltimore & Vita     | Irv Gotti Presents: The Inc.    |
| 2002 | No One Does It Better         | Irv Gotti feat. Charli Baltimore & Ashanti                    | Irv Gotti Presents: The Inc.    |
| 2002 | The Pledge                    | Irv Gotti feat. Ashanti & Caddillac Tah                       | Irv Gotti Presents: The Inc.    |
| 2002 | Come-N-Go                     | Irv Gotti feat. Ja Rule, Ashanti & Cadillac Tah               | Irv Gotti Presents: The Remixes |
| 2002 | Baby (Remix)                  | Irv Gotti feat. Ashanti                                       | Irv Gotti Presents: The Remixes |
| 2002 | Happy (Remix)                 | Irv Gotti feat. Ashanti & Charli Baltimore                    | Irv Gotti Presents: The Remixes |
| 2002 | No One Does It Better (Remix) | Irv Gotti feat. Ashanti & Charli Baltimore                    | Irv Gotti Presents: The Remixes |
| 2002 | Baby (Remix)                  | Irv Gotti feat. Ashanti & Scarface                            | Irv Gotti Presents: The Remixes |
| 2002 | No One Does It Better (Remix) | Irv Gotti feat. Ashanti, Ja Rule, Caddillac Tah & Black Child | Irv Gotti Presents: The Remixes |
| 2002 | Baby (Remix)                  | Irv Gotti feat. Ashanti & Crooked I                           | Irv Gotti Presents: The Remixes |
| 2003 | The Pledge (Remix)            | Ja Rule feat. Ashanti & Nas                                   |                                 |
| 2004 | Wonderful                     | Ja Rule feat. Ashanti & R. Kelly                              | R.U.L.E.                        |
| 2004 | Southside (Remix)             | Lloyd feat. Ashanti & Scarface                                |                                 |
| 2004 | Jimmy Choo                    | Shyne feat. Ashanti                                           | Godfather Buried Alive          |
| 2004 | Wake Up Everybody             | Various Artists                                               | Wake Up Everybody               |
| 2005 | 1st Time Again                | Z-Ro feat. Ashanti                                            | Let the Truth Be Told           |
| 2007 | Put a Little Umph in It       | Jagged Edge feat. Ashanti                                     | Baby Makin’ Project             |
| 2008 | Body on Me                    | Nelly feat. Ashanti & Akon                                    | Brass Knuckles                  |
| 2011 | Changing the Locks            | Jim Jones feat. Ashanti                                       | Capo                            |
| 2011 | Soft Rhodes                   | The Game feat. Ashanti                                        | Purp & Patron                   |

## Statistik

### Chartauswertung
|                     | DE    | AT    | CH    | UK    | US    |
| ------------------- | ----- | ----- | ----- | ----- | ----- |
| Nummer-eins-Alben   | DE—DE | AT—AT | CH—CH | UK—UK | US2US |
| Top-10-Alben        | DE1DE | AT—AT | CH1CH | UK2UK | US5US |
| Alben in den Charts | DE3DE | AT2AT | CH3CH | UK3UK | US8US |

|                       | DE     | AT    | CH     | UK     | US     |
| --------------------- | ------ | ----- | ------ | ------ | ------ |
| Nummer-eins-Singles   | DE—DE  | AT—AT | CH—CH  | UK1UK  | US2US  |
| Top-10-Singles        | DE1DE  | AT—AT | CH2CH  | UK8UK  | US10US |
| Singles in den Charts | DE12DE | AT5AT | CH10CH | UK14UK | US19US |

### Auszeichnungen für Musikverkäufe
| Goldene Schallplatte - Australien - 2002: für das Album Ashanti - 2002: für die Single Always on Time - 2002: für die Single What’s Luv? - 2005: für die Single Wonderful - Brasilien - 2024: für die Single Mesmerize - 2024: für die Single Always on Time - 2024: für die Single Body on Me - Japan - 2003: für das Album Chapter II - 2004: für das Album Concrete Rose - Neuseeland - 2002: für das Album Ashanti - 2023: für die Single Unfoolish - Schweden - 2005: für die Single What’s Luv? | Platin-Schallplatte - Australien - 2002: für die Single Foolish - 2003: für die Single Mesmerize - Japan - 2003: für das Album Ashanti 2× Platin-Schallplatte - Brasilien - 2024: für die Single Wonderful - Kanada - 2004: für das Album Ashanti - Neuseeland - 2023: für die Single Mesmerize - 2024: für die Single Foolish 3× Platin-Schallplatte - Neuseeland - 2024: für die Single What’s Luv? - 2024: für die Single Always on Time |

Anmerkung: Auszeichnungen in Ländern aus den Charttabellen bzw. Chartboxen sind in ebendiesen zu finden.
| Land/RegionAuszeichnungen für Musikverkäufe (Land/Region, Auszeichnungen, Verkäufe, Quellen) | Silber     | Gold       | Platin       | Verkäufe   | Quellen                                                |
| -------------------------------------------------------------------------------------------- | ---------- | ---------- | ------------ | ---------- | ------------------------------------------------------ |
| Australien (ARIA)                                                                            | —          | 4× Gold4   | 2× Platin2   | 280.000    | aria.com.au                                            |
| Brasilien (PMB)                                                                              | —          | 3× Gold3   | 2× Platin2   | 210.000    | pro-musicabr.org.br                                    |
| Japan (RIAJ)                                                                                 | —          | 2× Gold2   | Platin1      | 400.000    | riaj.or.jp                                             |
| Kanada (MC)                                                                                  | —          | —          | 2× Platin2   | 200.000    | musiccanada.com                                        |
| Neuseeland (RMNZ)                                                                            | —          | 2× Gold2   | 10× Platin10 | 322.500    | radioscope.co.nz                                       |
| Schweden (IFPI)                                                                              | —          | Gold1      | —            | 15.000     | ifpi.se (Memento vom 21. Mai 2012 im Internet Archive) |
| Schweiz (IFPI)                                                                               | —          | Gold1      | —            | 20.000     | hitparade.ch                                           |
| Vereinigte Staaten (RIAA)                                                                    | —          | 4× Gold4   | 8× Platin8   | 10.000.000 | riaa.com                                               |
| Vereinigtes Königreich (BPI)                                                                 | 4× Silber4 | 4× Gold4   | 7× Platin7   | 5.700.000  | bpi.co.uk                                              |
| Insgesamt                                                                                    | 4× Silber4 | 21× Gold21 | 32× Platin32 |            |                                                        |